# WWE No Way Out
No Way Out – zakończony cykl gal profesjonalnego wrestlingu produkowanych w lutym (oraz wyjątkowo w czerwcu 2012) w latach 1998-2012 (prócz 1999, 2010 i 2011) przez WWE i nadawanych na żywo w systemie pay-per-view. Pierwsza gala z cyklu odbyła się 15 lutego 1998 pod nazwą „No Way Out of Texas: In Your House” i należała do cyklu In Your House. Dwa lata później No Way Out stało się oddzielnym cyklem prowadzonym co roku przez federację. Po podzieleniu rosteru na dwa brandy, No Way Out stało się ekskluzywne dla brandu SmackDown w latach 2004–2007. W lutym 2008 WWE zdecydowało się na produkowanie dwóch Elimination Chamber matchów na galach.
No Way Out zostało wycofane w 2010 i zastąpione przez WWE Elimination Chamber, które kontynuowało motyw związany z Elimination Chamber matchem. W czerwcu 2012 zorganizowano ostatnią galę No Way Out, które w Niemczech było znane jako No Escape.

## Lista gal
|  | Gala brandu SmackDown |

| Gala                                              | Lokalizacja                 | Arena                 | Walka wieczoru |
| ------------------------------------------------- | --------------------------- | --------------------- | --- |
| No Way Out of Texas: In Your House 15 lutego 1998 | Houston, Teksas             | Compaq Center         | Stone Cold Steve Austin, Owen Hart, Cactus Jack i Chainsaw Charlie vs. Triple H, Savio Vega i The New Age Outlaws (Billy Gunn i Road Dogg) Non-sanctioned 8-man tag team match             |
| No Way Out (2000) 27 lutego 2000                  | Hartford, Connecticut       | Hartford Civic Center | Triple H (c) vs. Cactus Jack Title vs. Career Hell in a Cell match o WWF Championship |
| No Way Out (2001) 25 lutego 2001                  | Las Vegas, Nevada           | Thomas & Mack Center  | Kurt Angle (c) vs. The Rock Singles match o WWF Championship |
| No Way Out (2002) 17 lutego 2002                  | Milwaukee, Wisconsin        | Bradley Center        | Chris Jericho (c) vs. Stone Cold Steve Austin Singles match o Undisputed WWF Championship                                                                                                  |
| No Way Out (2003) 23 lutego 2003                  | Montreal, Quebec            | Bell Centre           | The Rock vs. Hulk Hogan Singles match z sędzią specjalnym Sylvianem Grenierem |
| No Way Out (2004) 15 lutego 2004                  | Daly City, Kalifornia       | Cow Palace            | Brock Lesnar (c) vs. Eddie Guerrero Singles match o WWE Championship |
| No Way Out (2005) 20 lutego 2005                  | Pittsburgh, Pensylwania     | Mellon Arena          | John „Bradshaw” Layfield (c) vs. Big Show Barbed Wired Steel Cage match o WWE Championship                                                                                                 |
| No Way Out (2006) 19 lutego 2006                  | Baltimore, Maryland         | 1st Mariner Arena     | Kurt Angle (c) vs. The Undertaker Singles match o World Heavyweight Championship |
| No Way Out (2007) 18 lutego 2007                  | Los Angeles, Kalifornia     | Staples Center        | John Cena i Shawn Michaels vs. Batista i The Undertaker Tag team match |
| No Way Out (2008) 17 lutego 2008                  | Las Vegas, Nevada           | Thomas & Mack Center  | Triple H vs. Shawn Michaels vs. John „Bradshaw” Layfield vs. Umaga vs. Chris Jericho vs. Jeff Hardy Elimination Chamber match o miano pretendenta do WWE Championship na WrestleManii XXIV |
| No Way Out (2009) 15 lutego 2009                  | Seattle, Waszyngton         | KeyArena              | John Cena (c) vs. Edge vs. Chris Jericho vs. Rey Mysterio vs. Kane vs. Mike Knox Elimination Chamber match o World Heavyweight Championship.                                               |
| No Way Out (2012) 17 czerwca 2012                 | East Rutherford, New Jersey | Izod Center           | John Cena vs. Big Show Steel Cage match z karierami Ceny i Johna Laurinaitisa na szali |

## Wyniki gal

### 1998
No Way Out of Texas: In Your House – gala wrestlingu wyprodukowana przez World Wrestling Federation (WWF). Odbyła się 15 lutego 1998 w Compaq Center w Houston w Teksasie. Emisja była przeprowadzana na żywo w systemie pay-per-view. Była to dwudziesta gala w chronologii cyklu In Your House, a także pierwsza w chronologii cyklu No Way Out.
Podczas gali odbyło się siedem walk. Walką wieczoru był ośmioosobowy tag team match bez dyskwalifikacji, w którym Stone Cold Steve Austin, Owen Hart, Cactus Jack i Chainsaw Charlie pokonali Triple H, Savio Vegę i The New Age Outlaws (Billy’ego Gunna i Road Dogga). Ponadto Kane pokonał Vadera w singlowym starciu.
| Nr                                 | Wyniki | Stypulacje                                                  | Czas  |
| ---------------------------------- | --- | ----------------------------------------------------------- | ----- |
| 1                                  | The Headbangers (Mosh i Thrasher) pokonali The Artist Formerly Known as Goldust i Marca Mero (z Luną)                                                                                      | Tag team match                                              | 13:27 |
| 2                                  | Taka Michinoku (c) pokonał Panterę | Singles match o WWF Light Heavyweight Championship          | 10:09 |
| 3                                  | The Godwinns (Henry O. i Phineas I. Godwinn) pokonali The Quebecers (Jacques’a i Pierre’a)                                                                                                 | Tag team match                                              | 11:15 |
| 4                                  | Justin Bradshaw pokonał Jeffa Jarretta (c) (z Jimem Cornettem) przez dyskwalifikację | Singles match o NWA North American Heavyweight Championship | 08:33 |
| 5                                  | Ken Shamrock, Ahmed Johnson i The Disciples of Apocalypse (Chainza, Skulla i 8-Balla) pokonali The Nation of Domination (The Rocka, Faarooqa, D’Lo Browna, Kamę Mustafę i Marka Henry’ego) | War of Attrition match                                      | 13:44 |
| 6                                  | Kane (z Paulem Bearerem) pokonał Vadera | Singles match                                               | 10:57 |
| 7                                  | Stone Cold Steve Austin, Owen Hart, Cactus Jack i Chainsaw Charlie pokonał Triple H, Savio Vegę i The New Age Outlaws (Billy’ego Gunna i Road Dogga) (z Chyną)                             | Non-sanctioned eight-man tag team match                     | 17:37 |
| (c) – mistrz/mistrzyni przed walką | |                                                             |       |

### 2000
No Way Out (2000) – gala wrestlingu wyprodukowana przez World Wrestling Federation (WWF). Odbyła się 27 lutego 2000 w Hartford Civic Center w Hartford w stanie Connecticut. Emisja była przeprowadzana na żywo w systemie pay-per-view. Była to druga gala w chronologii cyklu No Way Out.
Podczas gali odbyło się dziewięć walk. Walką wieczoru był Hell in a Cell match, w którym Triple H pokonał Cactusa Jacka i prócz obrony WWF Championship zakończył karierę swojego rywala. Oprócz tego Big Show pokonał The Rocka i stał się pretendentem do tytułu WWF Championship na WrestleManii 2000, a Kurt Angle zdobył WWF Intercontinental Championship pokonując Chrisa Jericho.
| Nr                                 | Wyniki | Stypulacje | Czas  |
| ---------------------------------- | --- | --- | ----- |
| 1                                  | Kurt Angle pokonał Chrisa Jericho (c) (z Chyną) | Singles match o WWF Intercontinental Championship                                                                | 10:14 |
| 2                                  | The Dudley Boyz (Bubba Ray Dudley i D-Von Dudley) pokonali The New Age Outlaws (Billy’ego Gunna i Road Dogga) (c)                                    | Tag team match o WWF Tag Team Championship                                                                       | 05:20 |
| 3                                  | Mark Henry (z Mae Young) pokonał Viscerę | Singles match | 03:44 |
| 4                                  | Edge i Christian pokonali The Hardy Boyz (Jeffa i Matta Hardy’ego) (z Terri Runnels)                                                                 | Tag team match wyłaniający pretendentów do WWF Tag Team Championship                                             | 15:05 |
| 5                                  | Tazz pokonał Big Boss Mana (z Princem Albertem) przez dyskwalifikację                                                                                | Singles match | 01:23 |
| 6                                  | X-Pac (z Tori) pokonał Kane’a (z Paulem Bearerem) | No Holds Barred Match                                                                                            | 07:50 |
| 7                                  | Too Cool (Grand Master Sexay, Rikishi i Scotty 2 Hotty) pokonali The Radicalz (Chrisa Benoit, Deana Malenki i Perry’ego Saturna) (z Eddiem Guerrero) | Six-man tag team match                                                                                           | 13:30 |
| 8                                  | Big Show pokonał The Rocka | Singles match wyłaniający pretendenta do WWF Championship na WrestleManii 2000                                   | 09:33 |
| 9                                  | Triple H (c) (ze Stephanie McMahon-Helmsley) pokonał Cactusa Jacka                                                                                   | Hell in a Cell Title vs. Career match o WWF Championship Jeśli Jack przegra, będzie musiał przejść na emeryturę. | 23:57 |
| (c) – mistrz/mistrzyni przed walką | | |       |

### 2001
No Way Out (2001) – gala wrestlingu wyprodukowana przez World Wrestling Federation (WWF). Odbyła się 25 lutego 2001 w Thomas & Mack Center w Las Vegas w stanie Nevada. Emisja była przeprowadzana na żywo w systemie pay-per-view. Była to trzecia gala w chronologii cyklu No Way Out.
Podczas gali odbyło się osiem walk, w tym jedna będąca częścią niedzielnej tygodniówki Sunday Night Heat. The Rock pokonał Kurta Angle’a i w walce wieczoru zdobył WWF Championship. Ponadto Chris Jericho pokonał Chrisa Benoit, Eddiego Guerrero i X-Paca, broniąc WWF Intercontinental Championship, a Triple H pokonał Stone Colda Steve’a Austina z wynikiem 2-1 w Three Stages of Hell matchu.
| Nr                                                                                            | Wyniki | Stypulacje                                                      | Czas  |
| --------------------------------------------------------------------------------------------- | --- | --------------------------------------------------------------- | ----- |
| 1H                                                                                            | Rikishi pokonał Matta Hardy’ego przez dyskwalifikację                                                                                          | Singles match                                                   | 03:50 |
| 2                                                                                             | Big Show pokonał Ravena (c) | Hardcore match o WWF Hardcore Championship                      | 04:20 |
| 3                                                                                             | Chris Jericho (c) pokonał Chrisa Benoit, Eddiego Guerrero i X-Paca                                                                             | Fatal 4-Way match o WWF Intercontinental Championship           | 12:17 |
| 4                                                                                             | Stephanie McMahon-Helmsley pokonała Trish Stratus                                                                                              | Singles match                                                   | 08:29 |
| 5                                                                                             | Triple H pokonał Stone Colda Steve’a Austina z wynikiem 2-1                                                                                    | Three Stages of Hell match                                      | 39:26 |
| 6                                                                                             | Steven Richards (z Ivory) pokonał Jerry’ego Lawlera (z The Kat)                                                                                | Singles match                                                   | 05:32 |
| 7                                                                                             | The Dudley Boyz (Bubba Ray Dudley i D-Von Dudley) (c) pokonali The Brothers of Destruction (Kane’a i The Undertakera) oraz Edge’a i Christiana | Triple threat tag team tables match o WWF Tag Team Championship | 12:04 |
| 8                                                                                             | The Rock pokonał Kurta Angle’a (c) | Singles match o WWF Championship                                | 16:53 |
| (c) – mistrz/mistrzyni przed walkąH – walka była transmitowana przed PPV na Sunday Night Heat | |                                                                 |       |

### 2002
No Way Out (2002) – gala wrestlingu wyprodukowana przez World Wrestling Federation (WWF). Odbyła się 17 lutego 2002 w Bradley Center w Milwaukee w stanie Wisconsin. Emisja była przeprowadzana na żywo w systemie pay-per-view. Była to czwarta gala w chronologii cyklu No Way Out.
Podczas gali odbyło się osiem walk, w tym jedna będąca częścią niedzielnej tygodniówki Sunday Night Heat. W pojedynku wieczoru Chris Jericho pokonał Stone Colda Steve’a Austina i obronił Undisputed WWF Championship. Kurt Angle pokonując Triple H’a zyskał miano pretendenta do tytułu Undisputed WWF Championship na WrestleManii X8, a The Rock pokonał The Undertakera w singlowym starciu.
| Nr                                                                                            | Wyniki                                                                       | Stypulacje | Czas  |
| --------------------------------------------------------------------------------------------- | ---------------------------------------------------------------------------- | --- | ----- |
| 1H                                                                                            | Diamond Dallas Page (c) pokonał Big Boss Mana przez dyskwalifikację          | Singles match o WWF European Championship                                                                                    | 03:19 |
| 2                                                                                             | The APA (Bradshaw i Faarooq) wyeliminowali jako ostatnich Billy’ego i Chucka | Tag team turmoil match | 16:38 |
| 3                                                                                             | Rob Van Dam pokonał Goldusta                                                 | Singles match | 11:08 |
| 4                                                                                             | Tazz i Spike Dudley (c) pokonali Bookera T i Testa poprzez submission        | Tag team match o WWF Tag Team Championship                                                                                   | 07:16 |
| 5                                                                                             | William Regal (c) pokonał Edge’a                                             | Brass Knuckles on a Pole match o WWF Intercontinental Championship                                                           | 10:22 |
| 6                                                                                             | The Rock pokonał The Undertakera                                             | Singles match | 17:25 |
| 7                                                                                             | Kurt Angle pokonał Triple H                                                  | Singles match wyłaniający pretendenta do Undisputed WWF Championship na WrestleManii X8 z sędzią specjalną Stephanie McMahon | 14:39 |
| 8                                                                                             | Chris Jericho (c) pokonał Stone Colda Steve’a Austina                        | Singles match o Undisputed WWF Championship                                                                                  | 21:33 |
| (c) – mistrz/mistrzyni przed walkąH – walka była transmitowana przed PPV na Sunday Night Heat |                                                                              | |       |

Tag Team Turmoil
| Nr. eliminacji | Drużyna                                                              | Nr. wejściowy | Wyeliminowani przez |
| -------------- | -------------------------------------------------------------------- | ------------- | ------------------- |
| 1              | Albert i Scotty 2 Hotty                                              | 1             | The Un-Americans    |
| 2              | The Un-Americans (Christian i Lance Storm)                           | 2             | The Hardy Boyz      |
| 3              | The Hardy Boyz (Jeff Hardy i Matt Hardy) (z Litą)                    | 4             | Billy’ego i Chucka  |
| 4              | The Dudley Boyz (Bubba Ray Dudley i D-Von Dudley) (ze Stacy Keibler) | 3             | The Hardy Boyz      |
| 5              | Billy i Chuck                                                        | 5             | The APA             |
| 6              | The APA (Bradshaw i Faarooq)                                         |               | Zwycięzcy           |

### 2003
No Way Out (2003) – gala wrestlingu wyprodukowana przez federację World Wrestling Entertainment (WWE). Odbyła się 23 lutego 2003 w Bell Centre w Montralu w prowincji Quebec. Emisja była przeprowadzana na żywo w systemie pay-per-view. Była to piąta gala w chronologii cyklu No Way Out.
Podczas gali odbyło się dziewięć walk, w tym jedna będąca częścią niedzielnej tygodniówki Sunday Night Heat. W rewanżu z WrestleManii X8, The Rock pokonał Hulka Hogana. Ponadto powracający Stone Cold Steve Austin pokonał generalnego menadżera brandu Raw Erica Bischoffa, a Triple H obronił World Heavyweight Championship pokonując Scotta Steinera.
| Nr                                                                                            | Wyniki | Stypulacje                                     | Czas  |
| --------------------------------------------------------------------------------------------- | --- | ---------------------------------------------- | ----- |
| 1H                                                                                            | Rey Mysterio pokonał Jamiego Noble'a | Singles match                                  | 04:35 |
| 2                                                                                             | Chris Jericho pokonał Jeffa Hardy’ego poprzez submission                                                                                     | Singles match                                  | 12:59 |
| 3                                                                                             | Lance Storm i William Regal (c) pokonali Kane’a i Roba Van Dama                                                                              | Tag team match o World Tag Team Championship   | 09:20 |
| 4                                                                                             | Matt Hardy (z Shannonem Moore’em) pokonał Billy’ego Kidmana (c)                                                                              | Singles match o WWE Cruiserweight Championship | 09:31 |
| 5                                                                                             | The Undertaker pokonał Big Showa (z Paulem Heymanem) poprzez submission                                                                      | Singles match                                  | 14:08 |
| 6                                                                                             | Brock Lesnar i Chris Benoit pokonali Team Angle (Charliego Haasa, Kurta Angle’a i Sheltona Benjamina) (z Paulem Heymanem) poprzez submission | Handicap match                                 | 13:19 |
| 7                                                                                             | Triple H (c) (z Rikiem Flairem) pokonał Scotta Steinera                                                                                      | Singles match o World Heavyweight Championship | 13:01 |
| 8                                                                                             | Stone Cold Steve Austin pokonał Erica Bischoffa                                                                                              | Singles match                                  | 04:26 |
| 9                                                                                             | The Rock pokonał Hulka Hogana | Singles match                                  | 12:20 |
| (c) – mistrz/mistrzyni przed walkąH – walka była transmitowana przed PPV na Sunday Night Heat | |                                                |       |

### 2004
No Way Out (2004) – gala wrestlingu wyprodukowana przez federację World Wrestling Entertainment (WWE) dla zawodników z brandu SmackDown!. Odbyła się 15 lutego 2004 w Cow Palace w Daly City w Kalifornii. Emisja była przeprowadzana na żywo w systemie pay-per-view. Była to szósta gala w chronologii cyklu No Way Out.
Podczas gali odbyło się osiem walk, w tym jedna będąca częścią niedzielnej tygodniówki Sunday Night Heat. W walce wieczoru Eddie Guerrero pokonał Brocka Lesnara i odebrał mu WWE Championship. Oprócz tego Kurt Angle pokonał Big Showa i Johna Cenę o miano pretendenta do WWE Championship na WrestleManii XX, zaś Chavo Guerrero zdobył WWE Cruiserweight Championship pokonując Reya Mysterio.
| Nr                                                                                            | Wyniki                                                                                                   | Stypulacje                                                                         | Czas  |
| --------------------------------------------------------------------------------------------- | --- | ---------------------------------------------------------------------------------- | ----- |
| 1H                                                                                            | Akio, Sakoda i Tajiri pokonali Billy’ego Kidmana, Paula Londona i Último Dragóna                         | Six-man tag team match                                                             | 05:35 |
| 2                                                                                             | Rikishi i Scotty 2 Hotty (c) pokonali The Basham Brothers (Danny’ego Bashama i Douga Bashama) i Shaniquę | Handicap match o WWE Tag Team Championship                                         | 08:16 |
| 3                                                                                             | Jamie Noble pokonał Nidię poprzez submission                                                             | Blindfold match                                                                    | 04:23 |
| 4                                                                                             | The World’s Greatest Tag Team (Shelton Benjamin i Charlie Haas) pokonali The APA (Bradshawa i Faarooqa)  | Tag team match                                                                     | 07:21 |
| 5                                                                                             | Hardcore Holly pokonał Rhyno                                                                             | Singles match                                                                      | 09:54 |
| 6                                                                                             | Chavo Guerrero (z Chavo Classic) pokonał Reya Mysterio (c) (z Jorge Páezem)                              | Singles match o WWE Cruiserweight Championship                                     | 17:21 |
| 7                                                                                             | Kurt Angle pokonał Big Showa i Johna Cenę poprzez submission                                             | Triple threat match wyłaniający pretendenta do WWE Championship na WrestleManii XX | 12:18 |
| 8                                                                                             | Eddie Guerrero pokonał Brocka Lesnara (c)                                                                | Singles match o WWE Championship                                                   | 30:07 |
| (c) – mistrz/mistrzyni przed walkąH – walka była transmitowana przed PPV na Sunday Night Heat | |                                                                                    |       |

### 2005
No Way Out (2005) – gala wrestlingu wyprodukowana przez federację World Wrestling Entertainment (WWE) dla zawodników z brandu SmackDown!. Odbyła się 20 lutego 2005 w Mellon Arena w Pittsburghu w Pensylwanii. Emisja była przeprowadzana na żywo w systemie pay-per-view. Była to siódma gala w chronologii cyklu No Way Out.
Podczas gali odbyło się siedem walk, w tym jedna będąca częścią niedzielnej tygodniówki Sunday Night Heat. Walką wieczoru był Barbed Wired Steel Cage match o WWE Championship, w którym John „Bradshaw” Layfield pokonał Big Showa i zachował tytuł. John Cena pokonując Kurta Angle’a stał się pretendentem do WWE Championship na WrestleManii 21, a Eddie Guerrero i Rey Mysterio pokonali The Basham Brothers (Danny’ego i Douga Bashama) zdobywając WWE Tag Team Championship.
| Nr                                                                                            | Wyniki                                                                                        | Stypulacje                                                                   | Czas  |
| --------------------------------------------------------------------------------------------- | --------------------------------------------------------------------------------------------- | ---------------------------------------------------------------------------- | ----- |
| 1H                                                                                            | Charlie Haas i Hardcore Holly pokonali Kenzo Suzukiego i Renégo Duprée (z Hiroko)             | Tag team match                                                               | 05:20 |
| 2                                                                                             | Eddie Guerrero i Rey Mysterio pokonali The Basham Brothers (Danny’ego i Douga Bashama) (c)    | Tag team match o WWE Tag Team Championship                                   | 14:50 |
| 3                                                                                             | Booker T pokonał Heidenreicha przez dyskwalifikację                                           | Singles match                                                                | 06:49 |
| 4                                                                                             | Chavo Guerrero pokonał Akio, Funakiego (c), Paula Londona, Shannona Moore’a i Spike’a Dudleya | Cruiserweight Open o WWE Cruiserweight Championship                          | 09:43 |
| 5                                                                                             | The Undertaker pokonał Luthera Reignsa                                                        | Singles match                                                                | 11:44 |
| 6                                                                                             | John Cena pokonał Kurta Angle’a                                                               | Singles match wyłaniający pretendenta do WWE Championship na WrestleManii 21 | 19:22 |
| 7                                                                                             | John „Bradshaw” Layfield (c) pokonał Big Showa                                                | Barbed Wired Steel Cage match o WWE Championship                             | 15:11 |
| (c) – mistrz/mistrzyni przed walkąH – walka była transmitowana przed PPV na Sunday Night Heat |                                                                                               |                                                                              |       |

Turniej o miano pretendenta do WWE Championship
|  | Ćwierćfinały   | Ćwierćfinały |           |     | Półfinały | Półfinały |  |  | Finał | Finał |
|  |                |              |           |     |           |           |  |  |       |       |
|  |                |              |           |     |           |           |  |  |       |       |
|  |                |              |           |     |           |           |  |  |       |       |
|  | Booker T       | Pin          |           |     |           |           |  |  |       |       |
|  | Booker T       | Pin          |           |     |           |           |  |  |       |       |
|  | Eddie Guerrero |              |           |     |           |           |  |  |       |       |
|  | Booker T       |              |           |     |           |           |  |  |       |       |
|  |                |              |           |     |           |           |  |  |       |       |
|  |                | John Cena    | Pin       |     |           |           |  |  |       |       |
|  | Orlando Jordan | John Cena    | Pin       |     |           |           |  |  |       |       |
|  |                |              |           |     |           |           |  |  |       |       |
|  | John Cena      | Pin          |           |     |           |           |  |  |       |       |
|  | John Cena      | Pin          | John Cena | Pin |           |           |  |  |       |       |
|  |                |              | John Cena | Pin |           |           |  |  |       |       |
|  |                | Kurt Angle   | 19:21     |     |           |           |  |  |       |       |
|  | The Undertaker | Kurt Angle   | 19:21     | DCO |           |           |  |  |       |       |
|  | The Undertaker |              |           | DCO |           |           |  |  |       |       |
|  | René Duprée    | DCO          |           |     |           |           |  |  |       |       |
|  | René Duprée    | DCO          |           |     |           |           |  |  |       |       |
|  |                |              |           |     |           |           |  |  |       |       |
|  |                | Kurt Angle   |           |     |           |           |  |  |       |       |
|  | Rey Mysterio   |              |           |     |           |           |  |  |       |       |
|  |                |              |           |     |           |           |  |  |       |       |
|  | Kurt Angle     | Sub          |           |     |           |           |  |  |       |       |
|  | Kurt Angle     | Sub          |           |     |           |           |  |  |       |       |

- Pin – przypięcie
- Sub – submission
- DCO – podwójne wyliczenie poza-ringowe

### 2006
No Way Out (2006) – gala wrestlingu wyprodukowana przez federację World Wrestling Entertainment (WWE) dla zawodników z brandu SmackDown!. Odbyła się 19 lutego 2006 w 1st Mariner Arena w Baltimore w stanie Maryland. Emisja była przeprowadzana na żywo w systemie pay-per-view. Była to siódma gala w chronologii cyklu No Way Out.
Podczas gali odbyło się siedem walk, w tym jedna będąca częścią niedzielnej tygodniówki Sunday Night Heat. W walce wieczoru Kurt Angle pokonał The Undertakera i zachował World Heavyweight Championship. Prócz tego Randy Orton pokonał Reya Mysterio i stał się pretendentem do World Heavyweight Championship na WrestleManii 22, a Chris Benoit pokonał Bookera T i zdobył WWE United States Championship.
| Nr                                                                                            | Wyniki | Stypulacje                                                                                 | Czas  |
| --------------------------------------------------------------------------------------------- | --- | ------------------------------------------------------------------------------------------ | ----- |
| 1H                                                                                            | The Boogeyman pokonał Simona Deana | Singles match                                                                              | 01:55 |
| 2                                                                                             | Gregory Helms (c) pokonał Briana Kendricka, Funakiego, Kid Kasha, Nunzio, Paula Londoan, Psicosisa, Scotty’ego 2 Hotty’ego i Super Crazy’ego | Cruiserweight Open o WWE Cruiserweight Championship                                        | 09:42 |
| 3                                                                                             | John „Bradshaw” Layfield pokonał Bobby’ego Lashleya                                                                                          | Singles match                                                                              | 10:58 |
| 4                                                                                             | Matt Hardy i Tatanka pokonali MNM (Joeya Mercury’ego i Johnny’ego Nitro) (z Meliną)                                                          | Tag team match                                                                             | 10:28 |
| 5                                                                                             | Chris Benoit pokonał Bookera T (z Sharmell) (c) poprzez submission                                                                           | Singles match o WWE United States Championship                                             | 18:13 |
| 6                                                                                             | Randy Orton pokonał Reya Mysterio | Singles match wyłaniający pretendenta do World Heavyweight Championship na WrestleManii 22 | 17:28 |
| 7                                                                                             | Kurt Angle (c) pokonał The Undertakera | Singles match o World Heavyweight Championship                                             | 29:38 |
| (c) – mistrz/mistrzyni przed walkąH – walka była transmitowana przed PPV na Sunday Night Heat | |                                                                                            |       |

### 2007
No Way Out (2007) – gala wrestlingu wyprodukowana przez federację World Wrestling Entertainment (WWE) dla zawodników z brandu SmackDown!. Odbyła się 18 lutego 2007 w Staples Center w Los Angeles w Kalifornii. Emisja była przeprowadzana na żywo w systemie pay-per-view. Była to ósma gala w chronologii cyklu No Way Out. No Way Out było ostatnią galą będącą ekskluzywną dla jakiegokolwiek brandu federacji do czasu produkcji gali Backlash z 2016.
Podczas gali odbyło się osiem walk, w tym jedna nietransmitowana w telewizji. Walką wieczoru był Tag team match, w którym John Cena i Shawn Michaels (reprezentujący brand Raw) pokonali Batistę i The Undertakera (reprezentujących brand SmackDown!). Oprócz tego Mr. Kennedy pokonał Bobby’ego Lashleya przez dyskwalifikację i nie odebrał mu ECW World Championship, a Chavo Guerrero wygrał Cruiserweight Open i zdobył WWE Cruiserweight Championship.
| Nr                                                                                    | Wyniki | Stypulacje                                          | Czas  |
| ------------------------------------------------------------------------------------- | --- | --------------------------------------------------- | ----- |
| 1D                                                                                    | Rob Van Dam pokonał Sheltona Benjamina | Singles match                                       | 5:02  |
| 2                                                                                     | Chris Benoit i The Hardy Boyz (Jeff i Matt Hardy) pokonali MNM (Joeya Mercury’ego i Johnny’ego Nitro) oraz Monetal Vontavious Portera (z Meliną) poprzez submission | Six-man tag team match                              | 14:19 |
| 3                                                                                     | Chavo Guerrero pokonał Daivariego, Funakiego, Gregory’ego Helmsa (c), Jamiego Noble'a, Jimmy’ego Wang Yanga, Scotty’ego 2 Hotty’ego i Shannona Moore’a              | Cruiserweight Open o WWE Cruiserweight Championship | 14:11 |
| 4                                                                                     | Finlay i Little Bastard pokonali The Boogeymana i Little Boogeymana                                                                                                 | Mixed tag team match                                | 06:44 |
| 5                                                                                     | Kane pokonał King Bookera (z Queen Sharmell) | Singles match                                       | 12:38 |
| 6                                                                                     | Brian Kendrick i Paul London (c) pokonali Deuce ’n Domino (z Cherry)                                                                                                | Tag team match o WWE Tag Team Championship          | 08:07 |
| 7                                                                                     | Mr. Kennedy pokonał Bobby’ego Lashleya (c) przez dyskwalifikację | Singles match o ECW World Championship              | 15:27 |
| 8                                                                                     | John Cena i Shawn Michaels (Raw) pokonali Batistę i The Undertakera (SmackDown!)                                                                                    | Tag team match                                      | 22:09 |
| (c) – mistrz/mistrzyni przed walkąD – walka była dark matchem (nietransmitowana w TV) | |                                                     |       |

Cruiserweight Open
| Nr. eliminacji | Wrestler        | Wyeliminowany przez    | Metoda eliminacji       | Czas           |
| -------------- | --------------- | ---------------------- | ----------------------- | -------------- |
| 1              | Daivari         | Scotty’ego 2 Hotty’ego | Worm                    | 01:39          |
| 2              | Scotty 2 Hotty  | Gregory’ego Helmsa     | Double knee facebreaker | 03:30          |
| 3              | Funaki          | Gregory’ego Helmsa     | Roll-up                 | 03:50          |
| 4              | Shannon Moore   | Gregory’ego Helmsa     | Double knee facebreaker | 05:40          |
| 5              | Gregory Helms   | Jimmy’ego Wang Yanga   | Yang Time               | 07:20          |
| 6              | Jamie Noble     | Jimmy’ego Wang Yanga   | Yang Time               | 10:44          |
| 7              | Jimmy Wang Yang | Chavo Guerrero         | Frog splash             | 14:11          |
| Zwycięzca:     | Chavo Guerrero  | Chavo Guerrero         | Chavo Guerrero          | Chavo Guerrero |

### 2008
No Way Out (2008) – gala wrestlingu wyprodukowana przez federację World Wrestling Entertainment (WWE). Odbyła się 17 lutego 2008 w Thomas & Mack Center w Las Vegas w stanie Nevada. Emisja była przeprowadzana na żywo w systemie pay-per-view. Była to dziewiąta gala w chronologii cyklu No Way Out.
Podczas gali odbyło się siedem walk, w tym jedna nietransmitowana w telewizji. Walkami wieczoru były dwa Elimination Chamber matche o miano pretendentów na WrestleManii XXIV. W pierwszej walce The Undertaker pokonał Batistę, Finlaya, Montela Vontavious Portera, The Great Khalego oraz Big Daddy’ego V i stał się pretendentem do World Heavyweight Championship, a w drugim Triple H pokonał Jeffa Hardy’ego, Shawna Michaelsa, Chrisa Jericho, Umagę i Johna „Bradshaw” Layfielda zyskując miano pretendenta do WWE Championship.
| Nr                                                                                    | Wyniki | Stypulacje                                                                                           | Czas  |
| ------------------------------------------------------------------------------------- | --- | --- | ----- |
| 1D                                                                                    | Kane pokonał Sheltona Benjamina | Singles match                                                                                        | 05:32 |
| 2                                                                                     | Chavo Guerrero (c) pokonał CM Punka | Singles match o ECW Championship                                                                     | 07:06 |
| 3                                                                                     | The Undertaker pokonał Batistę, Finlaya, Montela Vontavious Portera, The Great Khalego (z Ranjinem Singhem) i Big Daddy’ego V (z Mattem Strikerem) | Elimination Chamber match o miano pretendenta do World Heavyweight Championship na WrestleManii XXIV | 29:28 |
| 4                                                                                     | Ric Flair pokonał Mr. Kennedy’ego | Career Threatening match                                                                             | 07:13 |
| 5                                                                                     | Edge (c) pokonał Reya Mysterio | Singles match o World Heavyweight Championship                                                       | 05:27 |
| 6                                                                                     | John Cena pokonał Randy’ego Ortona (c) przez dyskwalifikację                                                                                       | Singles match o WWE Championship                                                                     | 15:51 |
| 7                                                                                     | Triple H pokonał Jeffa Hardy’ego, Shawna Michaelsa, Chrisa Jericho, Umagę i Johna „Bradshaw” Layfielda                                             | Elimination Chamber match o miano pretendenta do WWE Championship na WrestleManii XXIV               | 23:54 |
| (c) – mistrz/mistrzyni przed walkąD – walka była dark matchem (nietransmitowana w TV) | | |       |

Elimination Chamber (SmackDown/ECW)
| Nr. eliminacji | Wrestler        | Nr. wejściowy | Wyeliminowany przez | Metoda eliminacji                                                         | Czas  |
| -------------- | --------------- | ------------- | ------------------- | ------------------------------------------------------------------------- | ----- |
| 1              | Big Daddy V     | 3             | Batistę             | Przypięty po otrzymaniu DDT na podłogę klatki przez The Undertakera       | 09:07 |
| 2              | The Great Khali | 4             | The Undertakera     | Odklepał po założeniu dźwigni Gogoplata                                   | 12:38 |
| 3              | MVP             | 6             | Finlaya             | Przypięty po otrzymaniu chokeslam ze szczytu komory przez The Undertakera | 22:31 |
| 4              | Finlay          | 5             | The Undertakera     | Przypięty po otrzymaniu chokeslamu na podłogę klatki                      | 24:11 |
| 5              | Batista         | 2             | The Undertakera     | Przypięty po otrzymaniu Tombstone Piledriver                              | 29:28 |
| Zwycięzca      | The Undertaker  | 1             | –                   | –                                                                         | –     |

Elimination Chamber (Raw)
| Nr. eliminacji | Wrestler       | Nr. wejściowy | Wyeliminowany przez | Metoda eliminacji                                                   | Czas  |
| -------------- | -------------- | ------------- | ------------------- | ------------------------------------------------------------------- | ----- |
| 1              | JBL            | 4             | Chrisa Jericho      | Przypięty po otrzymaniu Codebreaker                                 | 13:44 |
| 2              | Umaga          | 3             | Chrisa Jericho      | Przypięty po otrzymaniu Swanton Bomb od Hardy’ego ze szczytu komory | 19:45 |
| 3              | Chris Jericho  | 1             | Jeffa Hardy’ego     | Przypięty po otrzymaniu Sweet Chin Music od Michaelsa               | 19:57 |
| 4              | Shawn Michaels | 2             | Triple H’a          | Przypięty po otrzymaniu Pedigree                                    | 20:25 |
| 5              | Jeff Hardy     | 6             | Triple H’a          | Przypięty po otrzymaniu Pedigree na stalowe krzesło                 | 23:54 |
| Zwycięzca      | Triple H       | 5             | –                   | –                                                                   | –     |

### 2009
No Way Out (2009) – gala wrestlingu wyprodukowana przez federację World Wrestling Entertainment (WWE). Odbyła się 15 lutego 2009 w KeyArena w Seattle w Waszyngtonie. Emisja była przeprowadzana na żywo w systemie pay-per-view. Była to dziesiąta gala w chronologii cyklu No Way Out.
Podczas gali odbyło się sześć walk, w tym jedna nietransmitowana w telewizji. Walkami wieczoru były Elimination Chamber matche o WWE Championship oraz World Heavyweight Championship. W pierwszym pojedynku Triple H pokonał Big Showa, Edge’a, Jeffa Hardy’ego, The Undertakera i Vladimira Kozlova zdobywając WWE Championship. Edge zaatakował Kofiego Kingstona i zastąpił go w Elimination Chamber matchu o World Heavyweight Championship, który wygrał pokonując Chrisa Jericho, Kane’a, Johna Cenę, Mike’a Knoxa i Reya Mysterio.
| Nr                                                                                    | Wyniki                                                                                       | Stypulacje | Czas  |
| ------------------------------------------------------------------------------------- | -------------------------------------------------------------------------------------------- | --- | ----- |
| 1D                                                                                    | Melina (c) pokonała Beth Phoenix                                                             | Singles match o WWE Women’s Championship                                                                                                   | –     |
| 2                                                                                     | Triple H pokonał Big Showa, Edge’a (c), Jeffa Hardy’ego, The Undertakera i Vladimira Kozlova | Elimination Chamber match o WWE Championship                                                                                               | 35:55 |
| 3                                                                                     | Randy Orton pokonał Shane’a McMahona                                                         | No Holds Barred match | 18:16 |
| 4                                                                                     | Jack Swagger (c) pokonał Finlaya (z Hornswogglem)                                            | Singles match o ECW Championship | 07:53 |
| 5                                                                                     | Shawn Michaels pokonał Johna „Bradshaw” Layfielda                                            | Singles match Jeśli Michaels wygra, zostanie zwolniony z umowy o pracę z JBL; Jeżeli JBL wygra, Michaels musi być stałym pracownikiem JBL. | 13:20 |
| 6                                                                                     | Edge pokonał Chrisa Jericho, Kane’a, Johna Cenę (c), Mike’a Knoxa i Reya Mysterio            | Elimination Chamber match o World Heavyweight Championship                                                                                 | 29:46 |
| (c) – mistrz/mistrzyni przed walkąD – walka była dark matchem (nietransmitowana w TV) |                                                                                              | |       |

Elimination Chamber (SmackDown)
| Nr. eliminacji | Wrestler        | Nr. wejściowy | Wyeliminowany przez | Metoda eliminacji                                                   | Czas  |
| -------------- | --------------- | ------------- | ------------------- | ------------------------------------------------------------------- | ----- |
| 1              | Edge (c)        | 1             | Jeffa Hardy’ego     | Przypięty ruchem inside cradle                                      | 02:59 |
| 2              | Vladimir Kozlov | 3             | The Undertakera     | Przypięty po otrzymaniu Last Ride                                   | 22:57 |
| 3              | Big Show        | 4             | Triple H’a          | Przypięty po otrzymaniu Swanton Bomb od Hardy’ego ze szczytu komory | 26:09 |
| 4              | Jeff Hardy      | 2             | The Undertakera     | Przypięty po otrzymaniu Tombstone Piledriver                        | 28:28 |
| 5              | The Undertaker  | 6             | Triple H’a          | Przypięty po otrzymaniu Pedigree                                    | 35:55 |
| Zwycięzca      | Triple H        | 5             | –                   | –                                                                   | –     |

Elimination Chamber (Raw)
| Nr. eliminacji | Wrestler      | Nr. wejściowy | Wyeliminowany przez | Metoda eliminacji                                       | Czas  |
| -------------- | ------------- | ------------- | ------------------- | ------------------------------------------------------- | ----- |
| 1              | Kane          | 3             | Reya Mysterio       | Przypięty po otrzymaniu Seated Senton ze szczytu komory | 09:37 |
| 2              | Mike Knox     | 4             | Chrisa Jericho      | Przypięty po otrzymaniu Codebreakera                    | 14:42 |
| 3              | John Cena (c) | 6             | Edge’a              | Przypięty po otrzymaniu Spear                           | 22:22 |
| 4              | Chris Jericho | 2             | Reya Mysterio       | Przypięty ruchem double leg cradle                      | 23:54 |
| 5              | Rey Mysterio  | 1             | Edge’a              | Przypięty po otrzymaniu Spear                           | 29:46 |
| Zwycięzca      | Edge          | 5             | –                   | –                                                       | –     |

### 2012
No Way Out (2012) (znane w Niemczech jako No Escape (2012)) – gala wrestlingu wyprodukowana przez federację WWE. Odbyła się 17 czerwca 2012 w Izod Center w East Rutherford w stanie New Jersey. Emisja była przeprowadzana na żywo w systemie pay-per-view. Była to jedenasta i ostatnia gala w chronologii cyklu No Way Out.
Podczas gali odbyło się dziesięć walk, w tym jedna podczas pre-show. Walką wieczoru był Steel Cage match, w którym John Cena pokonał Big Showa i zachowując swoją posadę wymusił zwolnienie Johna Laurinaitisa. Ponadto CM Punk pokonał Daniela Bryana i Kane’a w Triple Threat matchu zachowując WWE Championship, a Sheamus pokonał Dolpha Zigglera i utrzymał przy sobie World Heavyweight Championship.
| Nr                                                                   | Wyniki | Stypulacje                                                                          | Czas  |
| -------------------------------------------------------------------- | --- | ----------------------------------------------------------------------------------- | ----- |
| 1P                                                                   | Brodus Clay (z Cameron i Naomi) pokonał Davida Otungę poprzez wyliczenie poza-ringowe                                                                                   | Singles match                                                                       | 05:43 |
| 2                                                                    | Sheamus (c) pokonał Dolpha Zigglera (z Vickie Guerrero) | Singles match o World Heavyweight Championship                                      | 15:10 |
| 3                                                                    | Santino Marella pokonał Ricardo Rodrigueza | Tuxedo match                                                                        | 04:25 |
| 4                                                                    | Christian (c) pokonał Cody’ego Rhodesa | Singles match o WWE Intercontinental Championship                                   | 11:30 |
| 5                                                                    | The Prime Time Players (Darren Young i Titus O’Neil) (z A.W.) pokonali Justina Gabriela i Tysona Kidda, Primo i Epico (z Rosą Mendes) i The Usos (Jimmy’ego i Jeya Uso) | Fatal Four-way tag team match wyłaniający pretendentów do WWE Tag Team Championship | 09:30 |
| 6                                                                    | Layla (c) pokonała Beth Phoenix | Singles match o WWE Divas Championship                                              | 06:57 |
| 7                                                                    | Sin Cara pokonał Hunico | Singles match                                                                       | 05:48 |
| 8                                                                    | CM Punk (c) pokonał Daniela Bryana i Kane’a | Triple threat match o WWE Championship                                              | 18:17 |
| 9                                                                    | Ryback pokonał Dana Delaneya i Roba Grymesa | 2-on-1 Handicap match                                                               | 01:38 |
| 10                                                                   | John Cena (z Mr. McMahonem) pokonał Big Showa (z Johnem Laurinaitisem)                                                                                                  | Steel Cage match Kariery Ceny i Laurinaitisa były na szali.                         | 24:43 |
| (c) – mistrz/mistrzyni przed walkąP – walka miała miejsce w pre-show | |                                                                                     |       |